# Wijken en buurten in Rijswijk
De Nederlandse gemeente Rijswijk is voor statistische doeleinden onderverdeeld in wijken en buurten. De gemeente is verdeeld in de volgende statistische wijken:
- Wijk 01 (CBS-wijkcode:060301)
- Wijk 02 (CBS-wijkcode:060302)
- Wijk 03 (CBS-wijkcode:060303)
- Wijk 04 (CBS-wijkcode:060304)
- Wijk 05 (CBS-wijkcode:060305)
- Wijk 06 (CBS-wijkcode:060306)
- Wijk 07 (CBS-wijkcode:060307)
- Wijk 08 (CBS-wijkcode:060308)
- Wijk 09 (CBS-wijkcode:060309)

Een statistische wijk kan bestaan uit meerdere buurten. Onderstaande tabel geeft de buurtindeling met kentallen volgens het Centraal Bureau voor de Statistiek (2008):
| CBS-buurtcode | Buurtnaam         | Inwonertal | Opp. totaal (ha) | Opp. land (ha) | Ligging                |
| ------------- | ----------------- | ---------- | ---------------- | -------------- | ---------------------- |
| BU06030111    | Cromvliet         | 2090       | 18               | 18             | Locatie in de gemeente |
| BU06030112    | Leeuwendaal       | 2380       | 26               | 26             | Locatie in de gemeente |
| BU06030221    | Oud-Rijswijk      | 2300       | 24               | 24             | Locatie in de gemeente |
| BU06030222    | Bomenbuurt        | 2860       | 30               | 30             | Locatie in de gemeente |
| BU06030223    | Welgelegen        | 380        | 14               | 14             | Locatie in de gemeente |
| BU06030224    | Rembrandtkwartier | 3420       | 36               | 36             | Locatie in de gemeente |
| BU06030225    | Havenkwartier     | 730        | 11               | 11             | Locatie in de gemeente |
| BU06030331    | Julianapark       | 140        | 56               | 53             | Locatie in de gemeente |
| BU06030332    | Huis te Lande     | 1190       | 15               | 15             | Locatie in de gemeente |
| BU06030333    | Stationskwartier  | 610        | 14               | 14             | Locatie in de gemeente |
| BU06030334    | Te Werve          | 4300       | 82               | 71             | Locatie in de gemeente |
| BU06030441    | Spoorzicht        | 10         | 23               | 23             | Locatie in de gemeente |
| BU06030442    | Kleurenbuurt      | 2440       | 22               | 22             | Locatie in de gemeente |
| BU06030443    | Artiestenbuurt    | 1970       | 27               | 27             | Locatie in de gemeente |
| BU06030551    | Overvoorde        | 440        | 59               | 59             | Locatie in de gemeente |
| BU06030552    | Strijp            | 4220       | 66               | 65             | Locatie in de gemeente |
| BU06030553    | Presidentenbuurt  | 670        | 15               | 15             | Locatie in de gemeente |
| BU06030554    | Ministerbuurt     | 2870       | 46               | 46             | Locatie in de gemeente |
| BU06030661    | Stervoorde        | 5880       | 61               | 61             | Locatie in de gemeente |
| BU06030662    | Eikelenburg       | 820        | 49               | 48             | Locatie in de gemeente |
| BU06030663    | Hoekpolder        | 1210       | 88               | 88             | Locatie in de gemeente |
| BU06030664    | Sion              | 200        | 79               | 77             | Locatie in de gemeente |
| BU06030771    | Muziekbuurt       | 3730       | 55               | 53             | Locatie in de gemeente |
| BU06030772    | Wilhelminapark    | 0          | 63               | 53             | Locatie in de gemeente |
| BU06030881    | Plaspoelpolder    | 460        | 126              | 123            | Locatie in de gemeente |
| BU06030882    | Elsenburg         | 10         | 73               | 73             | Locatie in de gemeente |
| BU06030883    | Pasgeld           | 500        | 47               | 46             | Locatie in de gemeente |
| BU06030884    | Haantje           | 160        | 74               | 74             | Locatie in de gemeente |
| BU06030991    | Hoornwijck        | 90         | 22               | 21             | Locatie in de gemeente |
| BU06030992    | Broekpolder       | 190        | 24               | 21             | Locatie in de gemeente |
| BU06030993    | Kraayenburg       | 20         | 66               | 62             | Locatie in de gemeente |
| BU06030994    | Vrijenban         | 1450       | 38               | 36             | Locatie in de gemeente |